# Cesáreo Onzari
Cesáreo Juan Onzari (1903 - 1964) fue un jugador de fútbol argentino, considerado como el primero del mundo en conseguir anotar el llamado gol olímpico.

## Biografía

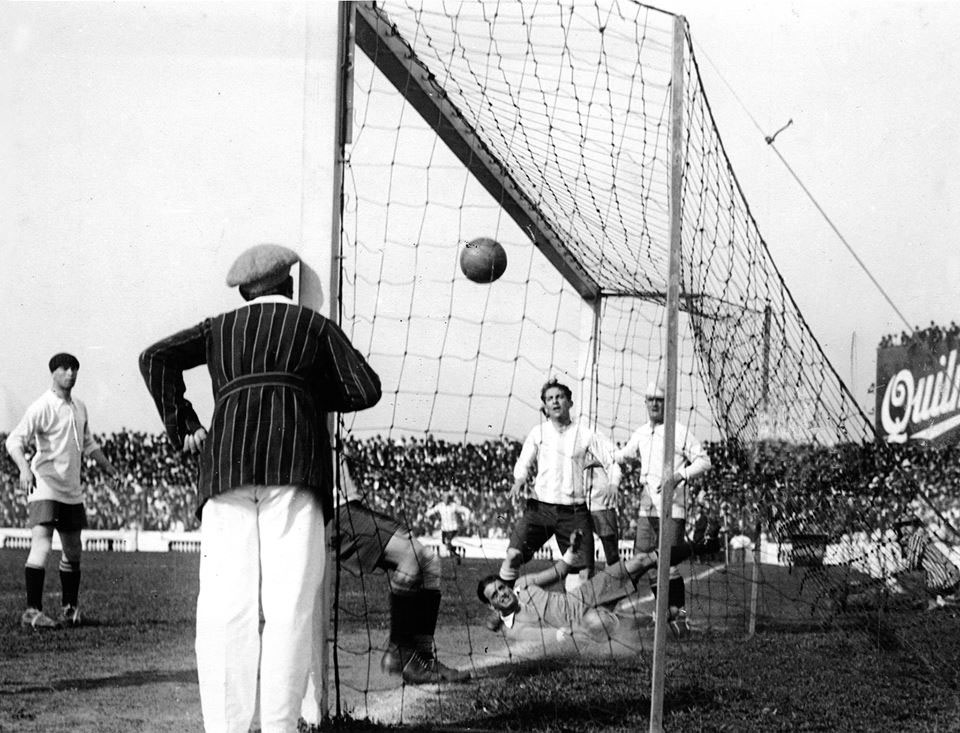
Primer Gol Olímpico de Cesáreo Onzari

Sus inicios tuvieron lugar con los clubes Sportivo Boedo y Mitre. En 1921 debutó en el Club Atlético Huracán, donde ocupó el puesto de extremo izquierdo. En este club se mantuvo gran parte de su vida deportiva, hasta su retirada en 1933. Participó como internacional con la Selección Argentina en 14 ocasiones, marcando 5 goles.
Pasó a la historia del fútbol el 2 de octubre de 1924, por la consecución del primer gol legal tras lanzamiento directo desde el banderín de córner (sin que la pelota toque en ningún otro jugador). El gol se produjo ante 30.000 espectadores en el minuto 15 del primer tiempo del partido amistoso que se disputó ese día, en el terreno de juego del Sportivo Barracas, entre la Argentina y la de Uruguay que era la campeona olímpica. Por ello desde entonces esta jugada se conoce como gol olímpico.
Ello fue posible por el cambio en el reglamento realizado en 1924, pues hasta entonces el saque de córner estaba reglamentado como lanzamiento indirecto, por lo tanto era ilegal el gol si la pelota no contactaba antes de entrar en la portería con un jugador.